# Nuoto ai XVII Giochi paralimpici estivi - Donne 100 metri stile libero
Le gare di nuoto 100 metri stile libero femminili ai XVII Giochi paralimpici estivi si sono svolte tra il 30 agosto e il 7 settembre 2024 alla Paris La Défense Arena.

## Programma
Sono stati disputati 7 eventi, articolati in una serie di batterie di qualificazione in mattinata; la finale è stata disputata nel pomeriggio/sera del medesimo giorno.
| S3  |   |   |  |  |   |   |  |  | B | F |   |   |  |  |  |  |   |   |
| S5  | B | F |  |  |   |   |  |  |   |   |   |   |  |  |  |  |   |   |
| S7  |   |   |  |  |   |   |  |  |   |   | B | F |  |  |  |  |   |   |
| S9  |   |   |  |  |   |   |  |  |   |   | B | F |  |  |  |  |   |   |
| S10 |   |   |  |  | B | F |  |  |   |   |   |   |  |  |  |  |   |   |
| S11 |   |   |  |  |   |   |  |  |   |   |   |   |  |  |  |  | B | F |
| S12 |   |   |  |  |   |   |  |  |   |   | B | F |  |  |  |  |   |   |

| M | mattina | P | pomeriggio/sera |

| B | Batterie | F | Finale per medaglia d'oro |

## Risultati
Tutti i tempi sono espressi in minuti e secondi.

### S3
Le gare si sono svolte il 3 settembre 2024.
| Pos. | Atleta                  | Nazione                     | Tempo   | Note               |
| ---- | ----------------------- | --------------------------- | ------- | ------------------ |
|      | Leanne Smith            | Stati Uniti                 | 1:28,81 | Record paralimpico |
|      | Marta Fernández Infante | Spagna                      | 1:30,04 | Record europeo     |
|      | Rachael Watson          | Australia                   | 1:38,92 |                    |
| 4    | Ellie Challis           | Gran Bretagna               | 1:42,75 |                    |
| 5    | Teresa Perales (S2)     | Spagna                      | 2:03,84 | Record paralimpico |
| 6    | Zoia Shchurova          | Atleti Paralimpici Neutrali | 2:05,05 |                    |
| 7    | Domiziana Mecenate      | Italia                      | 2:12,57 |                    |
| 8    | Patricia Valle Benitez  | Messico                     | 2:12,65 |                    |

### S5
Le gare si sono svolte il 30 agosto 2024.
| Pos. | Atleta          | Nazione       | Tempo   | Note         |
| ---- | --------------- | ------------- | ------- | ------------ |
|      | Tully Kearney   | Gran Bretagna | 1:15,10 |              |
|      | Iryna Poida     | Ucraina       | 1:17,37 |              |
|      | Monica Boggioni | Italia        | 1:21,74 |              |
| 4    | Liu Yu          | Cina          | 1:23,17 |              |
| 5    | Lu Dong         | Cina          | 1:24,12 |              |
| 6    | Tanja Scholz    | Germania      | 1:27,07 |              |
| 7    | Agata Koupilova | Rep. Ceca     | 1:28,30 |              |
| –    | Yao Cuan        | Cina          | –       | squalificata |

### S7
Le gare si sono svolte il 4 settembre 2024.
| Pos. | Atleta             | Nazione     | Tempo   | Note            |
| ---- | ------------------ | ----------- | ------- | --------------- |
|      | Jiang Yuyan (S6)   | Cina        | 1:09,68 | Record mondiale |
|      | Morgan Stickney    | Stati Uniti | 1:10,11 |                 |
|      | Giulia Terzi       | Italia      | 1:10,43 |                 |
| 4    | Ellie Marks (S6)   | Stati Uniti | 1:11,32 |                 |
| 5    | McKenzie Coan      | Stati Uniti | 1:11,58 |                 |
| 6    | Sara Vargas Blanco | Colombia    | 1:12,31 |                 |
| 7    | Chloe Osborn       | Australia   | 1:13,76 |                 |
| 8    | Tess Routliffe     | Canada      | 1:13,90 |                 |

### S9
Le gare si sono svolte il 4 settembre 2024.
| Pos. | Atleta                    | Nazione       | Tempo   | Note                |
| ---- | ------------------------- | ------------- | ------- | ------------------- |
|      | Alexa Leary               | Australia     | 0:59,53 | Record mondiale     |
|      | Christie Raleigh-Crossley | Stati Uniti   | 1:00,18 | Record panamericano |
|      | Mariana Ribeiro           | Brasile       | 1:02,22 |                     |
| 4    | Emily Beecroft            | Australia     | 1:03,36 |                     |
| 5    | Natalie Sims              | Stati Uniti   | 1:04,19 |                     |
| 6    | Sarai Gascon              | Spagna        | 1:04,55 |                     |
| 7    | Xu Jialing                | Cina          | 1:05,31 |                     |
| 8    | Toni Shaw                 | Gran Bretagna | 1:05,60 |                     |

### S10
Le gare si sono svolte il 1º settembre 2024. Durante le batterie di qualificazione Maria Paula Barrera Zapata e la britannica Faye Rogers hanno ottenuto lo stesso tempo (1:02,39) rendendo necessario lo svolgimento di un'ulteriore gara di spareggio. Ad aggiudicarsi l'accesso alla finale è stata Barrera Zapata per soli 6 centesimi di secondo (1:01,84 contro 1:01,90).
| Pos. | Atleta                     | Nazione       | Tempo   | Note            |
| ---- | -------------------------- | ------------- | ------- | --------------- |
|      | Emeline Pierre             | Francia       | 1:00,49 |                 |
|      | Aurélie Rivard             | Canada        | 1:00,82 |                 |
|      | Alessia Scortechini        | Italia        | 1:01,02 |                 |
| 4    | Callie-Ann Warrington      | Gran Bretagna | 1:01,10 |                 |
| 5    | Lisa Kruger                | Paesi Bassi   | 1:01,12 |                 |
| 6    | Maria Paula Barrera Zapata | Colombia      | 1:01,33 |                 |
| 7    | Zhang Meng                 | Cina          | 1:01,47 | Record asiatico |
| 8    | Bianka Pap                 | Ungheria      | 1:01,63 |                 |

### S11
Le gare si sono svolte il 7 settembre 2024.
| Pos. | Atleta            | Nazione                     | Tempo   | Note            |
| ---- | ----------------- | --------------------------- | ------- | --------------- |
|      | Daria Lukianenko  | Atleti Paralimpici Neutrali | 1:04,88 | Record mondiale |
|      | Liesette Bruinsma | Paesi Bassi                 | 1:05,95 |                 |
|      | Zhang Xiaotong    | Cina                        | 1:06,84 |                 |
| 4    | Cai Liwen         | Cina                        | 1:07,70 |                 |
| 5    | Maryna Piddubna   | Ucraina                     | 1:08,49 |                 |
| 6    | Li Guizhi         | Cina                        | 1:08,71 |                 |
| 7    | Anastasia Pagonis | Stati Uniti                 | 1:09,31 |                 |
| 8    | Tomomi Ishiura    | Giappone                    | 1:10,85 |                 |

### S12
Le gare si sono svolte il 4 settembre 2024.
| Pos. | Atleta                        | Nazione   | Tempo   | Note |
| ---- | ----------------------------- | --------- | ------- | ---- |
|      | Maria Carolina Gomes Santiago | Brasile   | 0:59,30 |      |
|      | Anna Stetsenko                | Ucraina   | 1:00,39 |      |
|      | Ayano Tsujiuchi               | Giappone  | 1:01,05 |      |
| 4    | Maria Delgado Nadal           | Spagna    | 1:01,74 |      |
| 5    | Alessia Berra                 | Italia    | 1:01,84 |      |
| 6    | Lucilene da Silva Sousa       | Brasile   | 1:02,47 |      |
| 7    | Naomi Maike Schwarz           | Germania  | 1:02,73 |      |
| 8    | Jenna Jones                   | Australia | 1:04,40 |      |